# Călimară

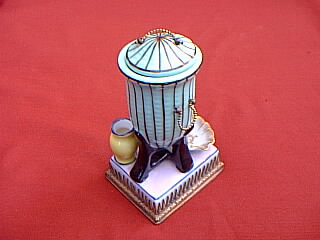
Călimară franceză de porțelan din secolul al XIX-lea

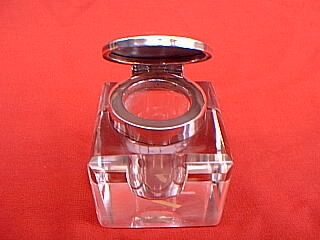
Călimară engleză din sticlă și argint, datată în 1910

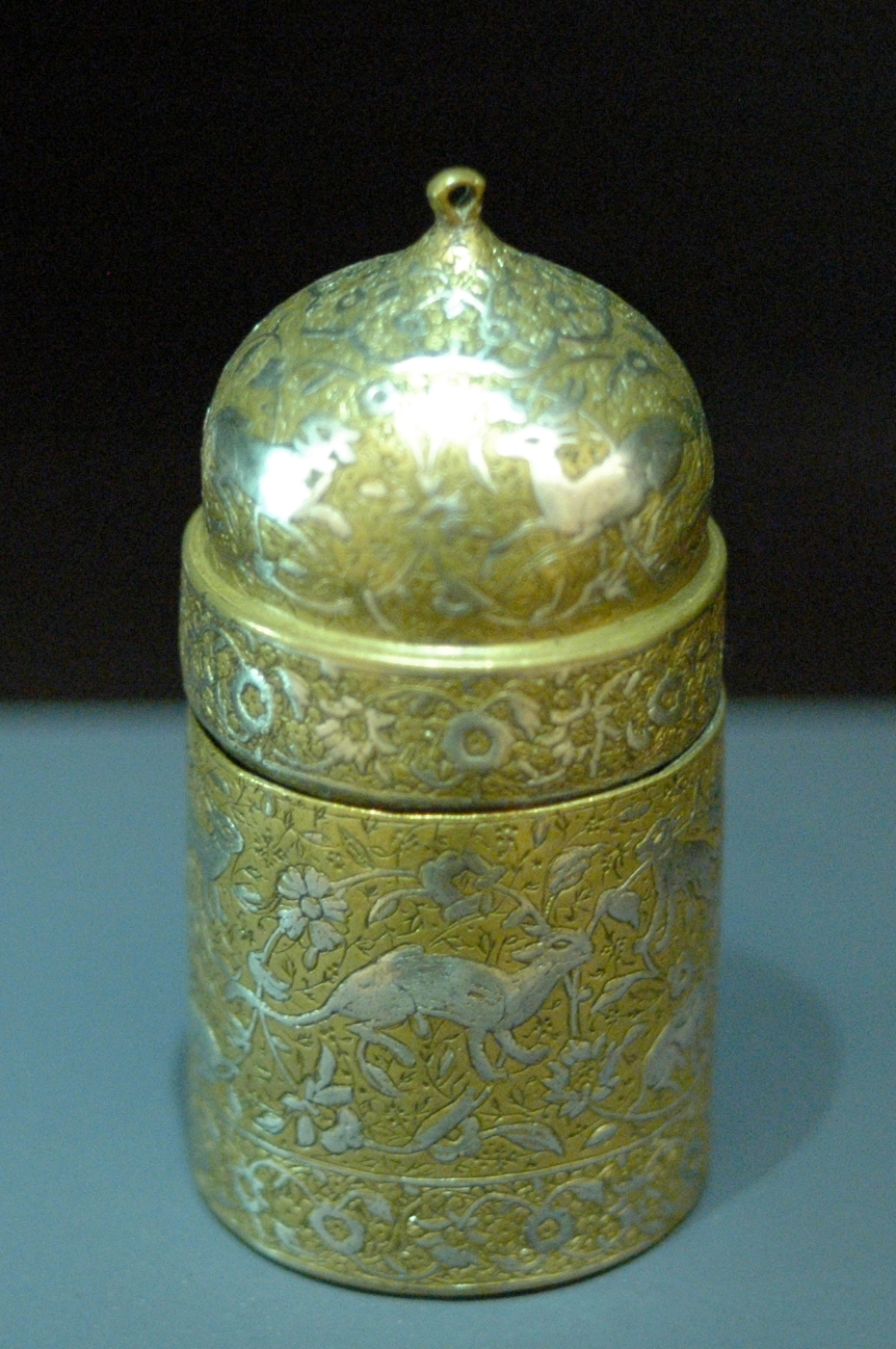
Călimară persană din a doua jumătate a secolului al XVI-lea

Călimara este un vas mic, de obicei făcut din sticlă, porțelan, plastic, metal (argint, alamă, pewter ș.a.), în care se ține cerneala, utilizată pentru scrierea cu pana.
Călimările de obicei sunt dotate cu un capac care contribuie la prevenirea contaminării, evaporării sau vărsării accidentale a cernelei, dar și a expunerii excesive a acesteia la aer.

Un tip special de călimări erau acelea care nu permiteau cernelei să se verse, chiar dacă nu aveau capac. Asta se datora contrucției lor speciale, prin care gura vasului era îndoită și prelungită în interiorul călimării. Astfel la întoarcerea călimării cu josul în sus, lichidul din ea nu se vărsa (tehnologia funcționa doar în cazul când în călimară erau cantități mici de cerneală, până la max. jumătate din volumul ei). Mai jos, în imagine, puteți vedea schema de funcționare a acestei călimări.

Schema de funcționare a călimării ce nu se varsă

„Călimara” este și titlul unei poezii de George Topîrceanu, publicată în volumul „Migdale amare”, în 1928.